# تحري حول العدالة السياسية
الاستفسار حول العدالة السياسية وتأثيرها على الأخلاق والسعادة هو كتاب من تأليف الفيلسوف ويليام غودوين عام 1793، والذي يحدد فيه غودوين فلسفته السياسية. إنه أول عمل حديث يشرح الأناركية.

## الخلفية والنشر
بدأ غودوين يفكر في العدالة السياسية في عام 1791 ، بعد نشر حقوق الإنسان في توماس باين ردا على تأملات إدموند بيرك عن الثورة في فرنسا (1790). ومع ذلك ، خلافاً لمعظم الأعمال التي أنتجها عمل بيرك في ثورة الثورة التي تلت ذلك ، لم يتناول غودوين الأحداث السياسية المحددة في ذلك اليوم. تناولت المبادئ الفلسفية الأساسية.  طوله وتكلفته (تكلفته أكثر من 1 جنيه استرليني) جعلته غير متاح للجمهور الشعبي لحقوق الإنسان وربما قام بحماية غودوين من الاضطهاد الذي واجهه كتّاب آخرون مثل باين.  ومع ذلك ، أصبح غودوين شخصية موقرة بين الراديكاليين وكان ينظر إليه كقائد فكري بين مجموعاتهم. إحدى الطرق التي حدث بها هذا هو من خلال العديد من النسخ غير المصرح بها من النص ، والمقتطفات المطبوعة بواسطة الدوريات الراديكالية ، والمحاضرات التي قدمها جون ثيلوال استنادًا إلى أفكاره. 

## روابط خارجية
- تحري حول العدالة السياسية على موقع الموسوعة البريطانية (الإنجليزية)